# Lipovec (okres Blansko)
Obec Lipovec (německy Seibotschlag) se nachází v okrese Blansko v Jihomoravském kraji. Žije zde přibližně 1 200 obyvatel. Obec se dělí na dvě části, vlastní Lipovec a vesnici Marianín.
Obec, jejíž část katastru leží v Moravském krasu, je členem Spolku pro rozvoj venkova Moravský kras. Přes Lipovec vede zelená turistická stezka, katastrem obce procházejí cyklotrasy č. 5078, 5079B a 5080.

## Historie
Počátky osídlení obce Lipovec je možno zařadit do 2. poloviny 13. století, kdy došlo ke kolonizaci řídce osídlené Drahanské vrchoviny. První písemná zmínka o Lipovci, který se uvádí pod německým názvem Zybothslag, pochází až z roku 1349, kdy ho jako součást holštejnského panství koupil Vok I. z Holštejna. V roce 1371, kdy Vok II. z Holštejna vložil své manželce věno na holštejnských vsích, měla obec již slovanské jméno Lypowka. Od konce 14. století stával v Lipovci panský dvůr, který byl sídlem Voka IV. z Holštejna a Lipovce. V tomto období pravděpodobně existoval již i kostel, který se prvně připomíná roku 1437, kdy holštejnské panství koupil Hynek z Valdštejna. V roce 1459 držel Lipovec Půta ze Sovince a Doubravice a po něm jeho synové. Od roku 1483 byl majitelem vsi Dobeš Černohorský z Boskovic, o deset let později Hynek z Popůvek na Pozořicích a po něm jeho dcera Markéta. Roku 1550 získal Lipovec Jan Dubčanský ze Zdenína na Habrovanech. V roce 1567 se obec stala součástí rájeckého panství, když ji koupil Bernard Drnovský z Drnovic. Od roku 1661 vlastnili Lipovec Rogendorfové a od roku 1763 Salmové. První soupis usedlých rolníků je z poloviny 17. století, kdy bylo v Lipovci 27 osedlých a 10 pustých gruntů.
Roku 1785 byla v obci obnovena samostatná farnost, s níž souvisejí počátky školství v Lipovci; první samostatná školní budova byla vystavěna v roce 1804. V roce 1811 byla na vzdálených panských pozemcích založena osada Marianín. Roku 1822 vyhořel starobylý kostel, nový kostel Narození Panny Marie, postavený v letech 1828–1842 v pseudogotickém slohu, byl vysvěcen 8. září 1843. Školní budova, která po různých adaptacích a přístavbách slouží dodnes, byla zbudována v roce 1899. Po první světové válce postavili lipovečtí občané, známí tradicí těžby vápence a pálení vápna v selských vápenicích, dvě moderní šachtové vápenky. Za druhé světové války byla obec součástí tzv. Vyškovské střelnice. Z původních 1266 obyvatel bylo v letech 1943–1944 Němci násilně vystěhováno 1087 občanů, z nichž většina se po osvobození vlasti vrátila do rodné obce. V letech 1956–1958 byl na kopci Kojál nad vsí zbudován televizní a rozhlasový vysílač. Stožár vysílače, který je dominantou kraje, měří po celkové rekonstrukci 340 metrů.
V letech 1986–2010 působil jako starosta František Kopřiva, od voleb 2010 do roku 2012 tuto funkci vykonával Ing. Tomáš Zouhar. Od roku 2012 je ve funkci starosty opět František Kopřiva.

## Pamětihodnosti
- Kostel Narození Panny Marie
- Socha sv. Jana Nepomuckého
- Boží muka

## Významné osobnosti
- Jan Nepomuk Soukop (1826–1892), kněz, básník, speleolog a národní buditel
- Hugo Sáňka (1859–1929), speleolog, archeolog a blanenský kronikář

## Přírodní a technické zajímavosti
- Přírodní památka Černá skála
- Krasová propadání V Plánivách, V Jedlích a U Domínky, Lipovecká ventalora, Matalova jeskyně
- Vápenka a kamenolom Velká dohoda, jeskyně Velká dohoda
- Michalova jeskyně
- Jeskyně Dagmar
- Jeskyně Plánivy
- Televizní vysílač Kojál

## Fotogalerie

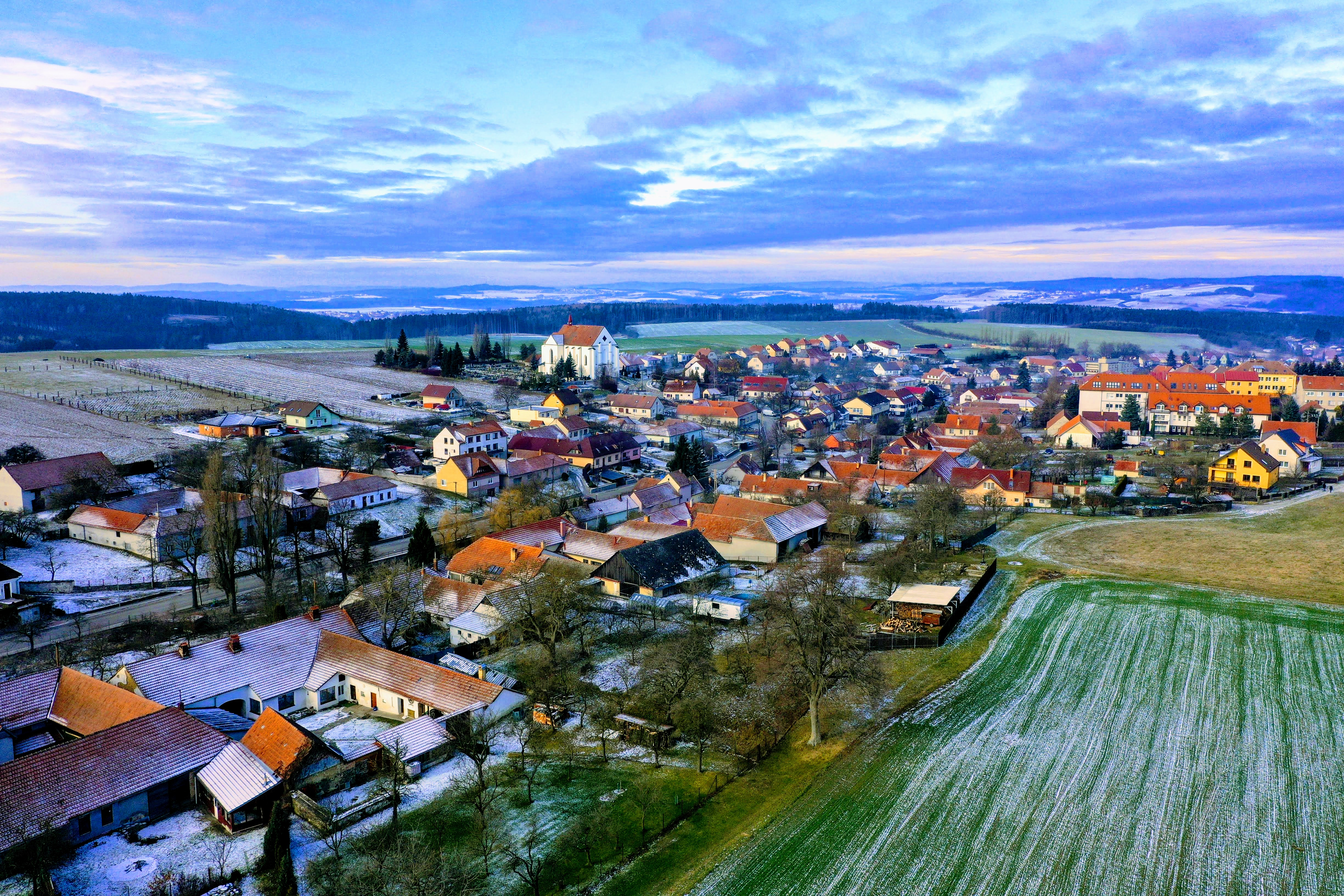
Lipovec z ptačí perspektivy
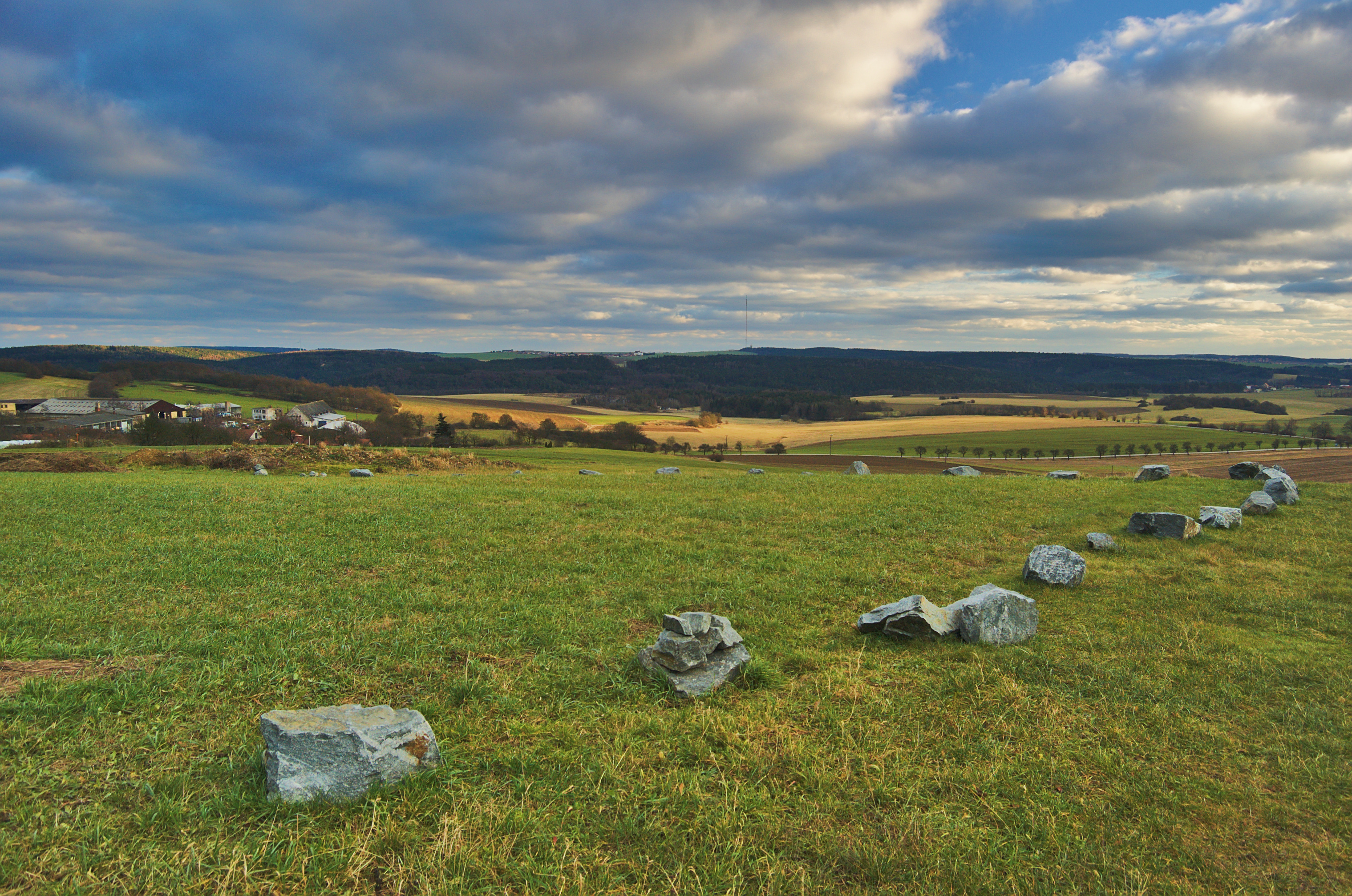
Pohled na Lipovec ze Šošůvky
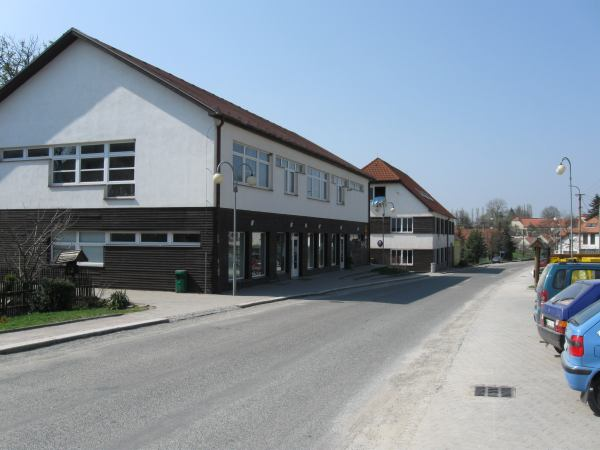
Pohled do obce
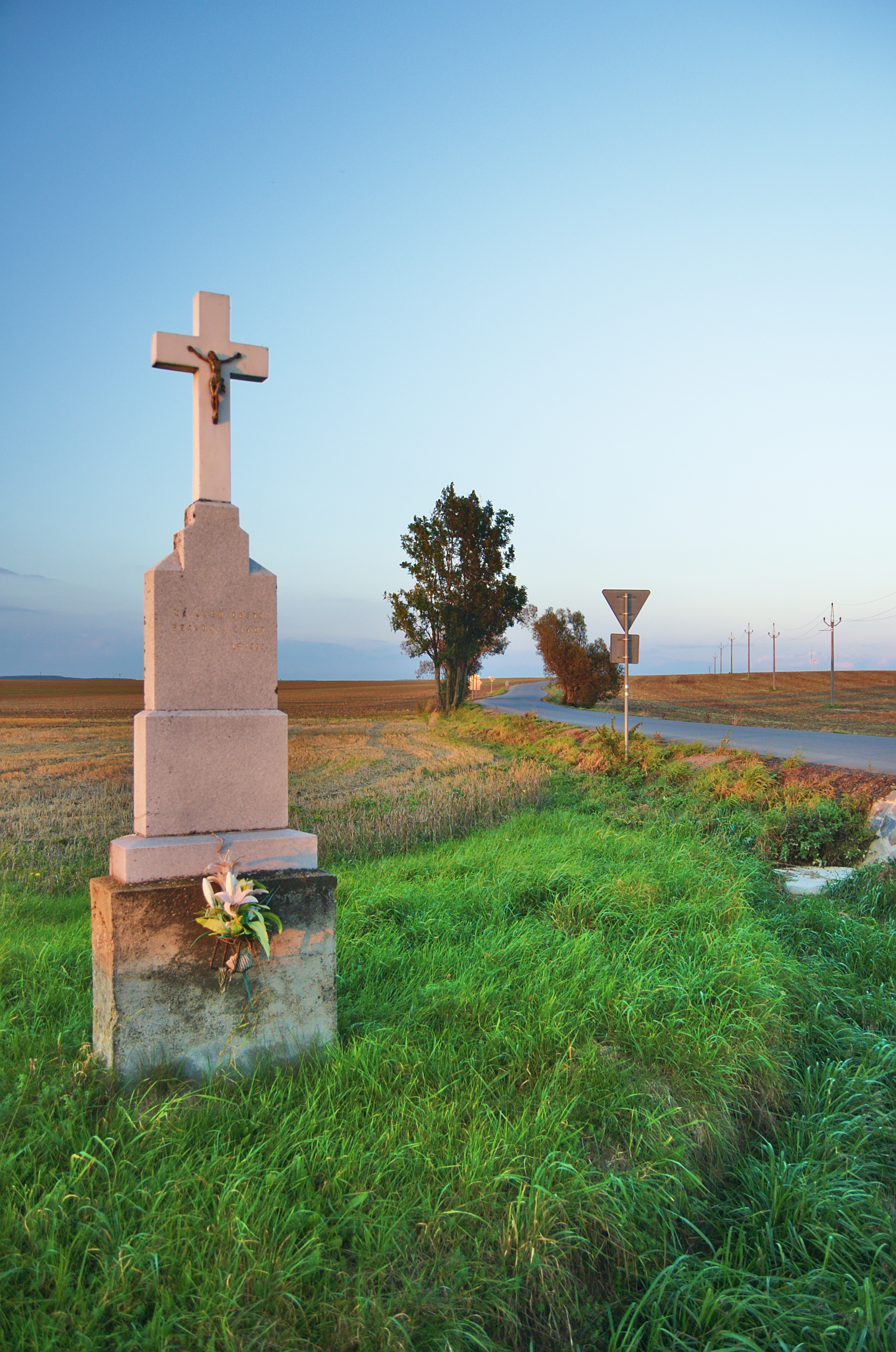
Kříž na rozcestí
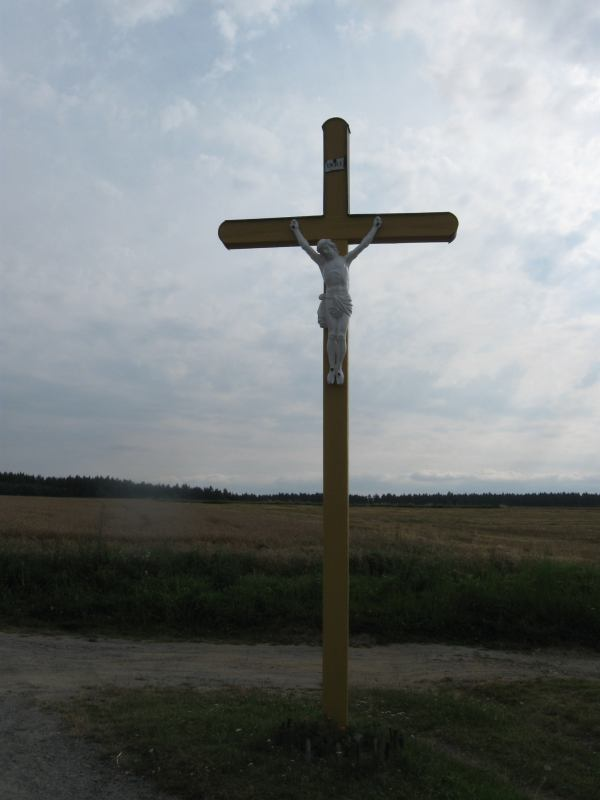
Kříž nad obcí
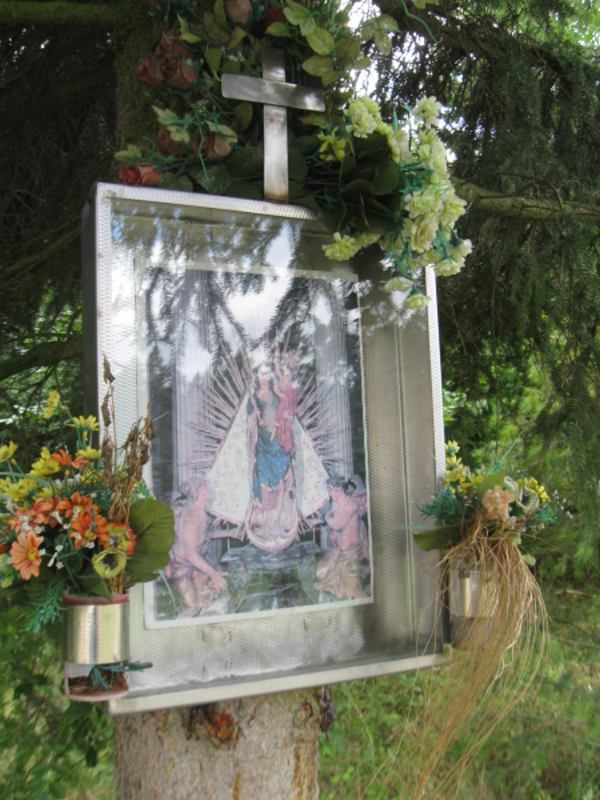
Obrázek U Domínky
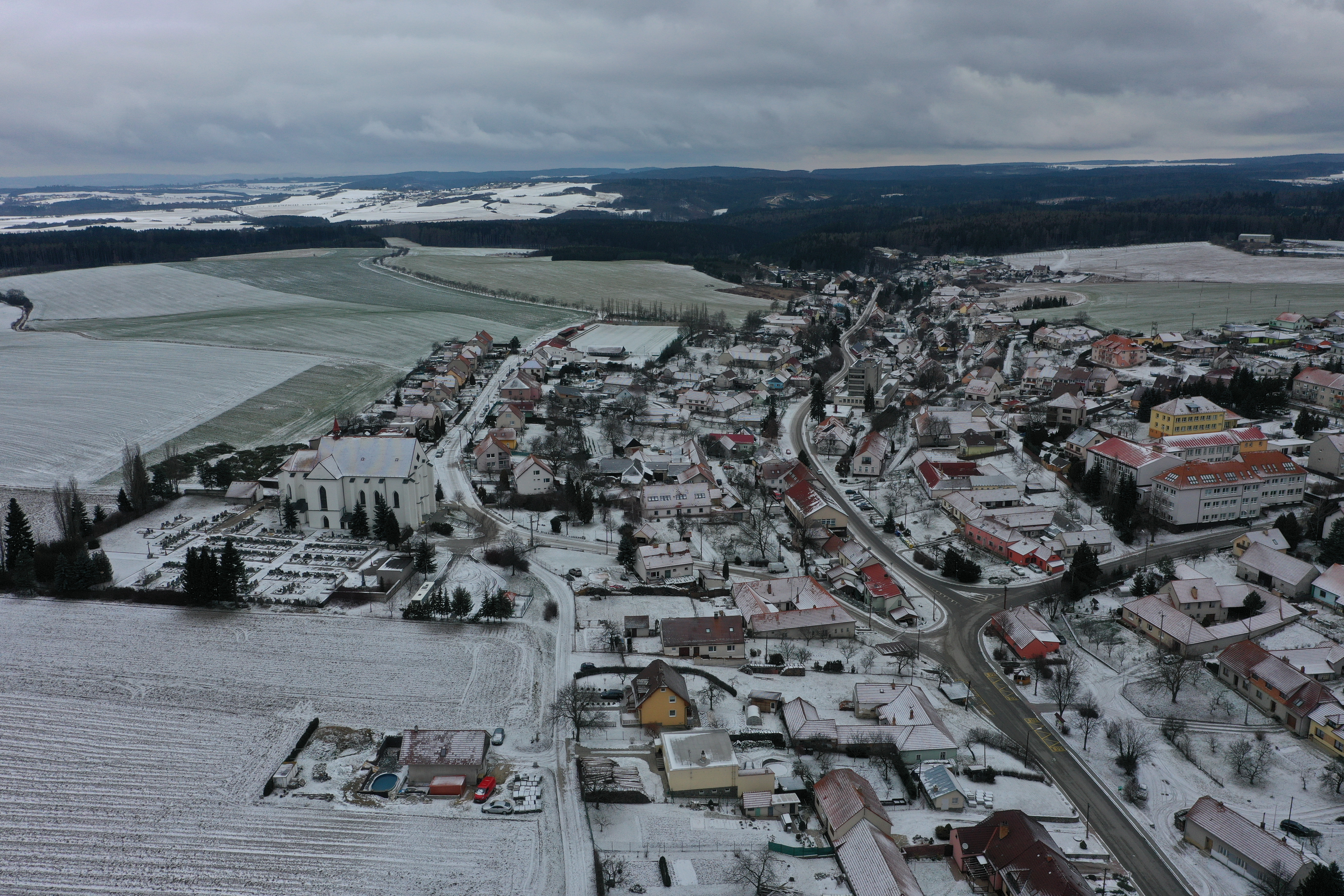
Lipovec z ptačí perspektivy 1
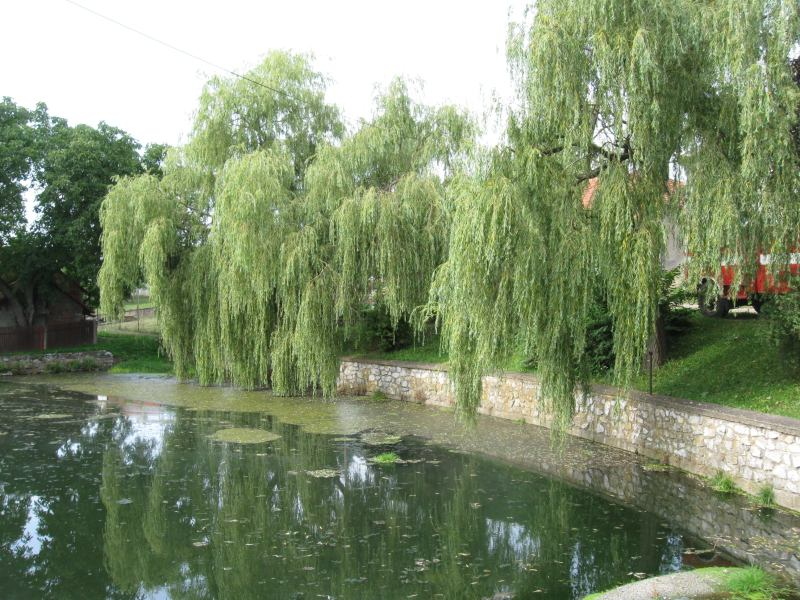
Rybník
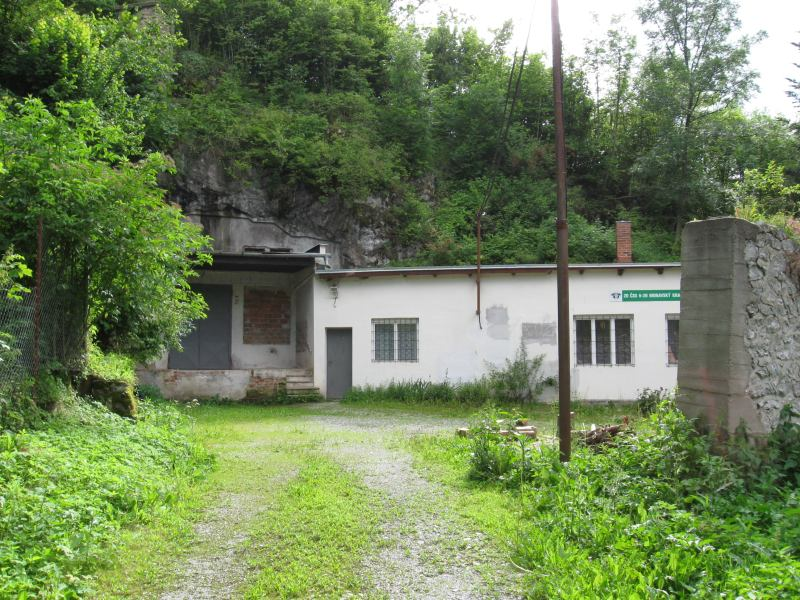
Jeskyně Michálka
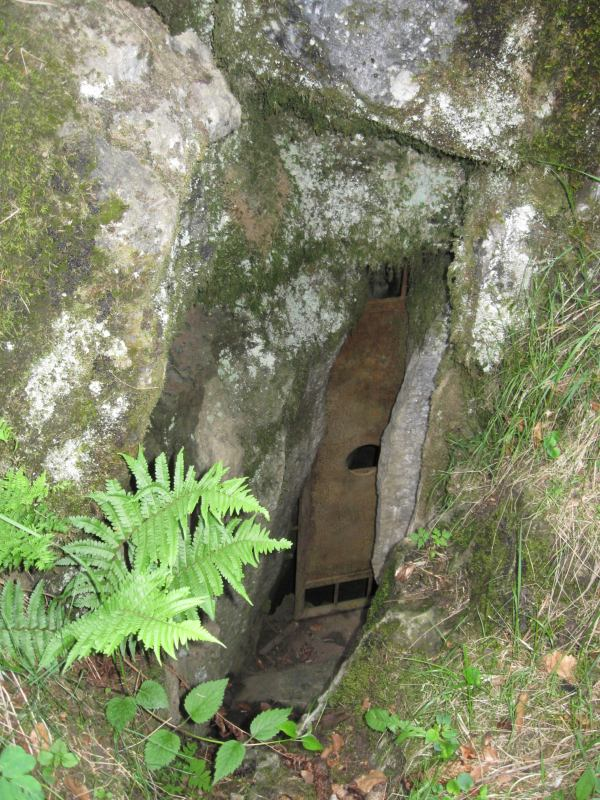
Jeskyně Plánivy
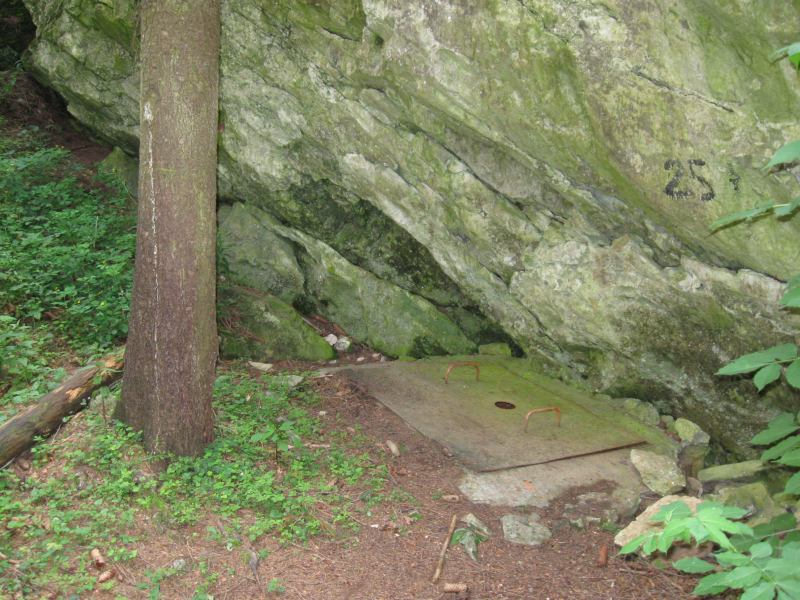
Jeskyně Dagmar
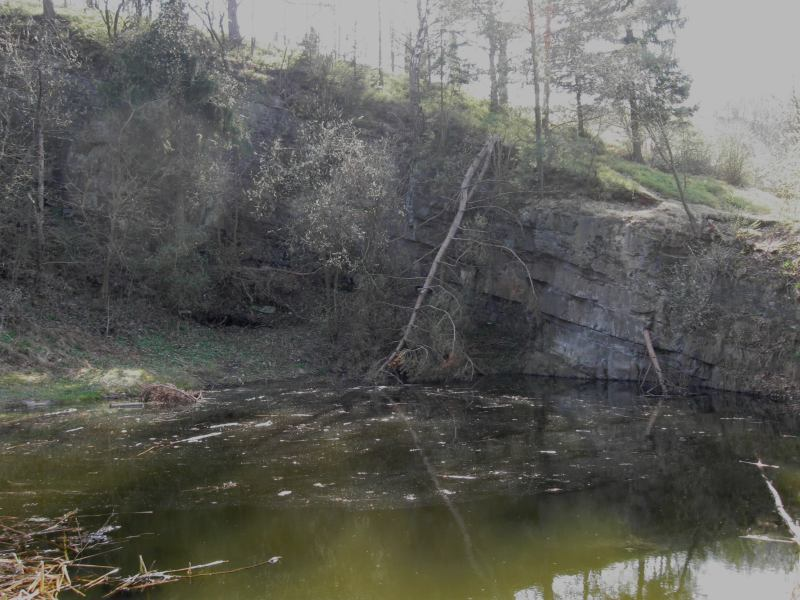
Černá skála
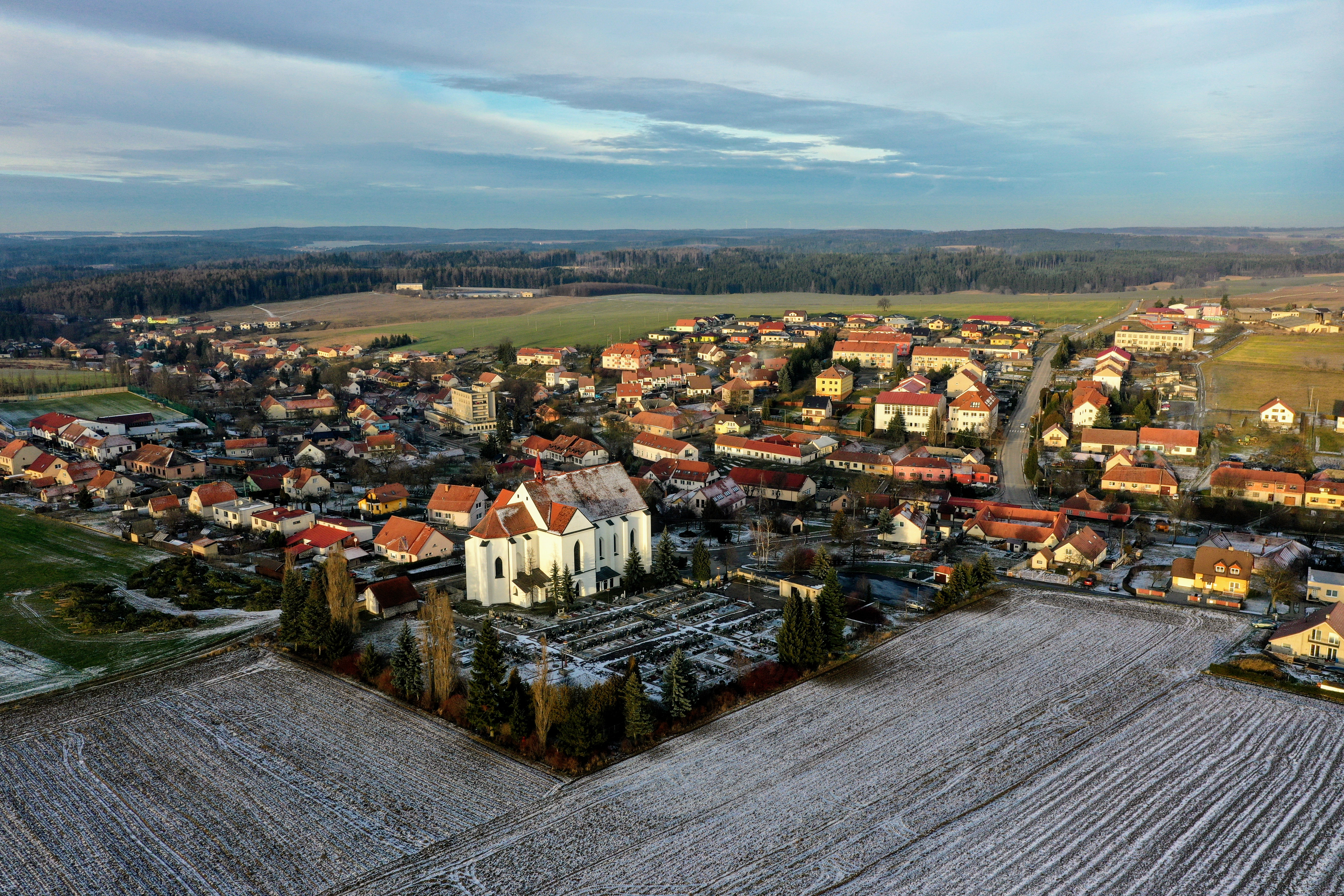
Lipovec z ptačí perspektivy
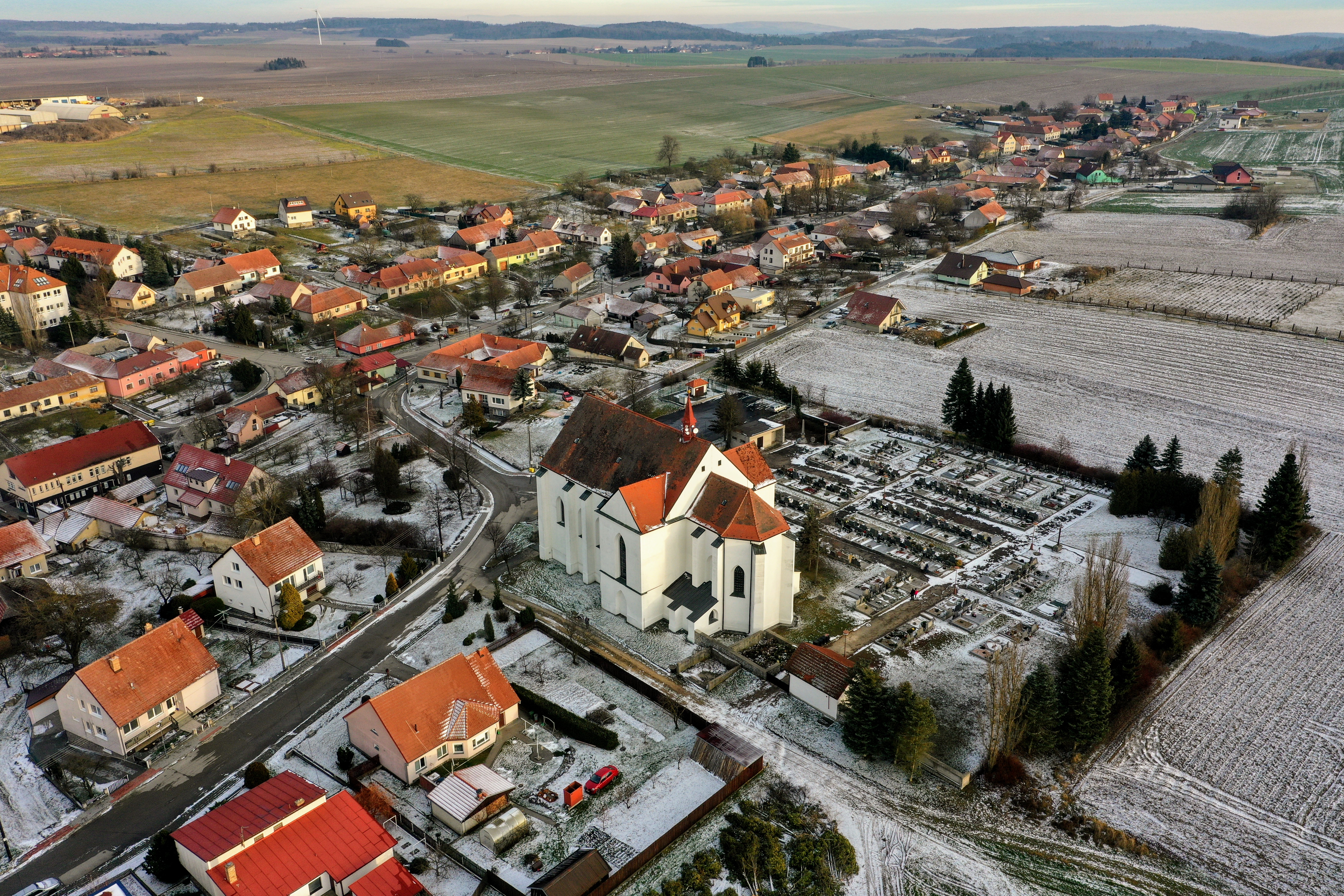
Lipovec z ptačí perspektivy
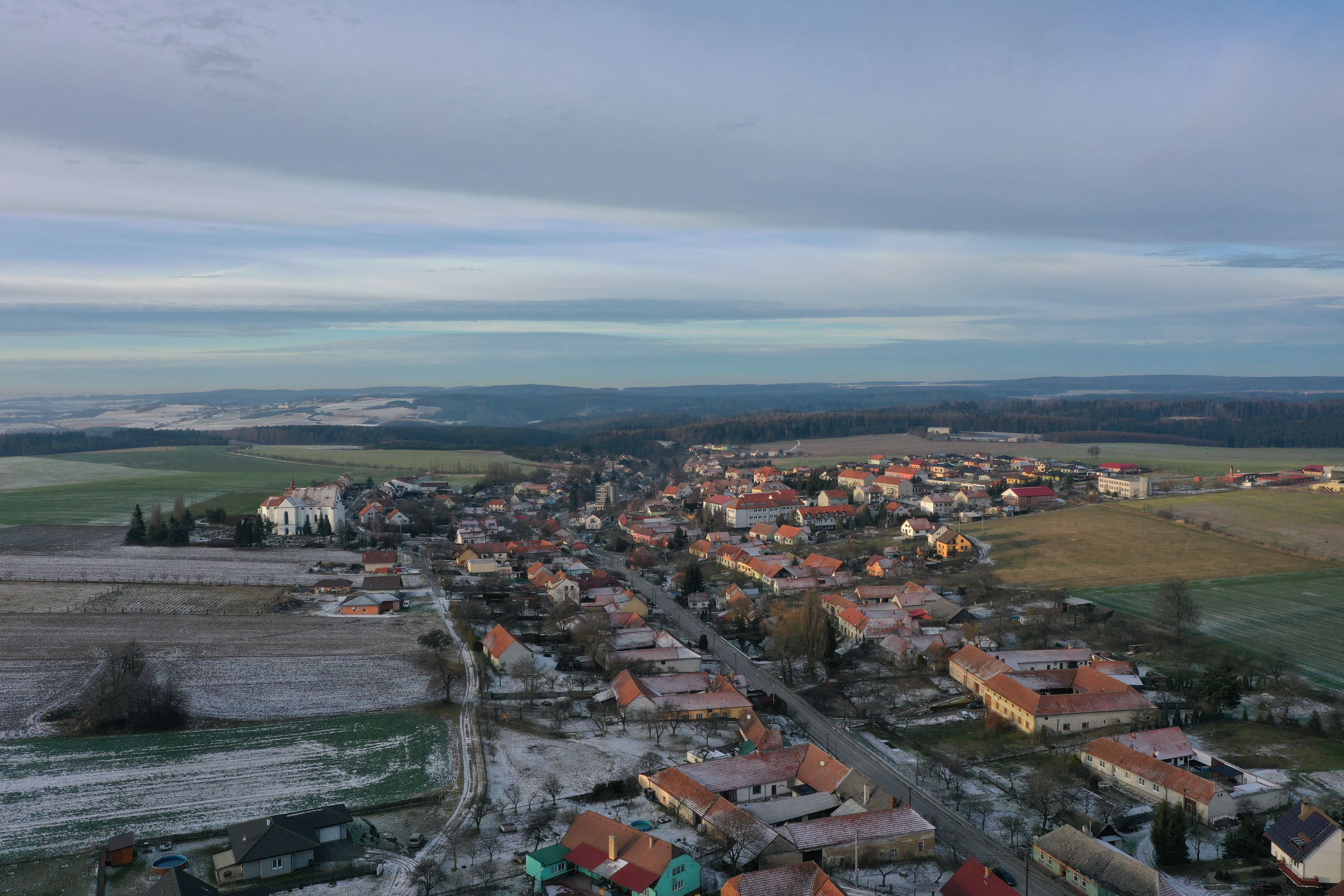
Lipovec z ptačí perspektivy
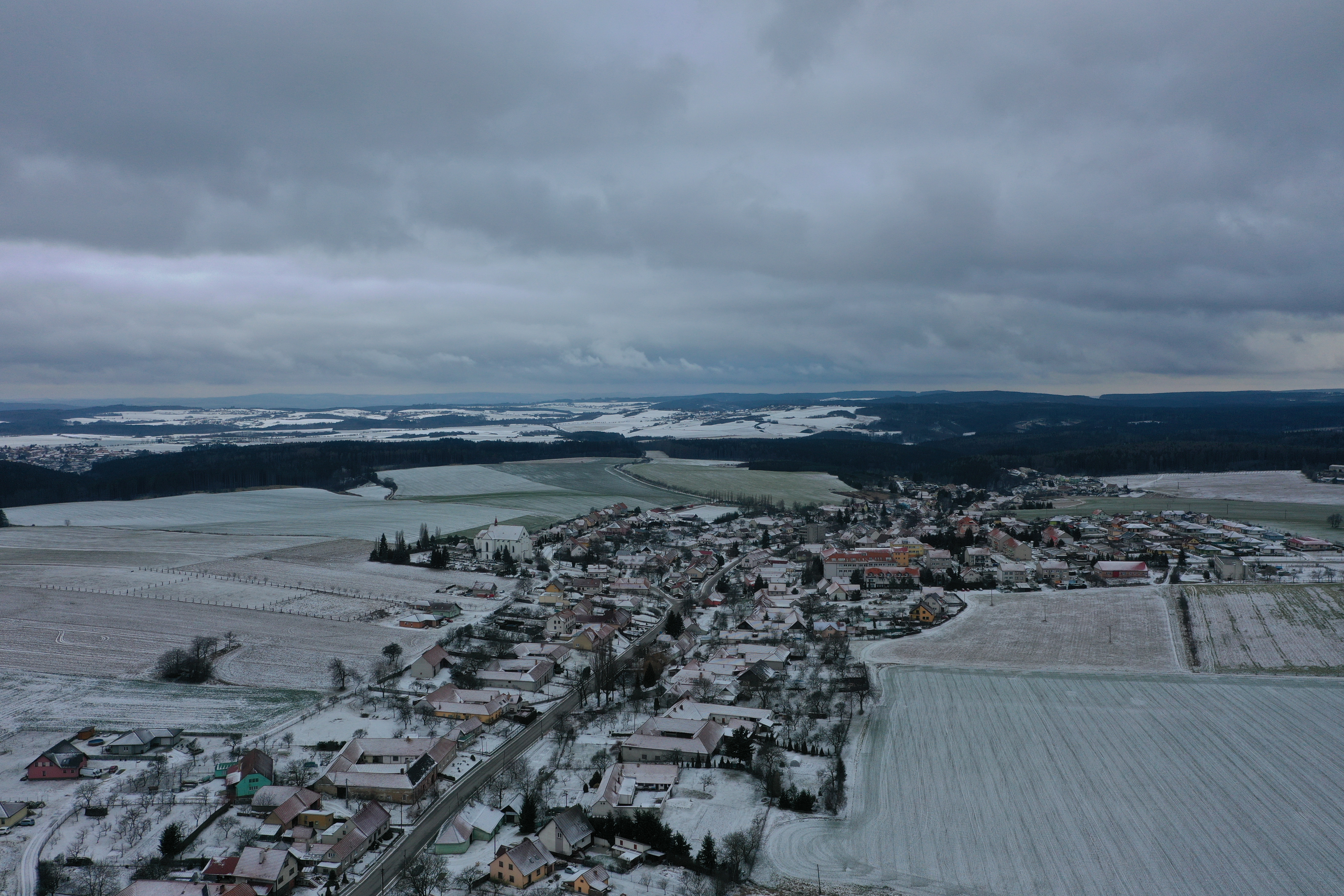
Lipovec z ptačí perspektivy